# Леонтович Павло Іванович
Павло́ Іва́нович Леонто́вич (9 березня 1825, с. Щутків, Любачівський повіт, Галичина (нині Польща) — 19 травня 1880, с. Руда Жовківського району Львівської області) — український культурно-освітній діяч, письменник.

## Життєпис
1852 року закінчив Перемишльську духовну семінарію. Літературну діяльність розпочав 1849 року.
Один з видавців збірок «Сборник приветствований и желаний» (1851), «Лірвак з-над Сяна» (Перемишль, 1852). Автор віршів, байок, оповідань і статей, які публікувались у журналах «Новини», «Вечерниці», газеті «Слово», збірках «Зоря галицкая яко альбум на год 1860», «Галичанин».
Псевдоніми — Павло із Шуткова, П. Л., Павло Л., Павло Л-ч, Єлизавета попадя.
Як письменник розвивав традиції Маркіяна Шашкевича.
Рукописна спадщина Павла Івановича зберігається в ЦДІА України у Львові (фонд К. Студинського).